# كينيث كلايتون
كينيث كلايتون (بالإنجليزية: Kenneth Clayton)‏ هو لاعب شطرنج أمريكي، ولد في 26 يوليو 1938.

## وصلات خارجية
- كينيث كلايتون على موقع الاتحاد الدولي للشطرنج (الإنجليزية)
- كينيث كلايتون على موقع Chesstempo.com (الإنجليزية)
- كينيث كلايتون على موقع الاتحاد الأمريكي للشطرنج (الإنجليزية)